# 逆转裁判 (游戏)
《逆转裁判》是一款由卡普空开发的冒险游戏，亦是逆转裁判系列首部作品。游戏最早于2001年由卡普空发行于日本Game Boy Advance平台。2005年，任天堂DS加强版《逆转裁判 复苏的逆转》（逆転裁判 蘇る逆転）发售，加強版支持触摸屏操控，允许使用麦克风，并新增了一个章节。DS重制版首先在日本发售，随后便在北美、欧洲和澳大利亚发售。加强版亦被移植至iOS和Android上。在任天堂DS版本发售后不久，日本公司SourceNext也发售了Game Boy Advance游戏的PC移植版《逆转裁判PC》。该游戏也被移植到Wii，可以在任天堂的 WiiWare系统中下载。
游戏的主角是成步堂龙一是绫里律师事务所的新手辩护律师，而事务所的所長则为辩护律师绫里千寻。其他的角色还有千寻的妹妹暨靈媒師绫里真宵，对手检察官御劍怜侍，粗心的刑警糸鋸圭介以及成步堂的老同学矢張政志。游戏原先设有四个案件，从任天堂DS版本开始增加为五个。每个案件均分为不同的情节，而每个情节又分为调查和庭审两个部分。在调查部分中，成步堂需要收集证据，并和涉及案件的角色交谈。在庭审部分，成步堂将在序審法庭制度下的庭审中为他的委托人辩护，并使用收集到的证据盘问证人，解决围绕着事件的谜题。法庭通常以第三者的角度判案，而法庭之外则主要以第一者的角度進行遊戲。

## 劇情概要
本作是基於虛構的序審法庭制度進行庭审。遊戲第一單案件的被告是成步堂龙一的兒時朋友矢張政志，他被控訴謀殺。成步堂在他的老师綾里千尋的帮助下找到了真凶。在第二單案件中，綾里千尋被杀，她的妹妹，见习灵媒师绫里真宵被逮捕。成步堂在法庭上与他的儿时好友御剑怜侍对决，并抓获了真凶。事后，成步堂继承了千寻的律师事务所，真宵则留在成步堂身边担任他的助手。在第三單案件中，演員衣袋武志被殺，另一演員荷星三郎則成為疑犯。成步堂揭露了摄影棚中曾发生的事故，并找到了案件的真凶。
在第四單案件中，檢察官御劍怜侍被控謀殺，成步堂決定幫助其舊友，在法庭上与检察官狩魔豪对决。成步堂察觉案件的真凶是灰根高太郎，但策划杀人计划的是狩魔豪；他还发现灰根、御剑甚至绫里家族都曾被牵扯进十五年前发生的DL6案件中——御剑的父亲在DL6案件中被杀害，警方在请求绫里家族进行灵媒后错误指控了灰根，还导致真宵的母亲名誉扫地，从此失踪。成步堂最终证明了DL6案件的真凶是狩魔豪。事后，真宵离开成步堂以继续修行灵力。
在第五單案件（任天堂DS及以后版本附加）中，首席检察官寶月巴被控杀人，她的妹妹寶月茜要求成步堂為其辯護。成步堂揭露了两年前曾发生的杀人案，以及警察署长严徒海慈使用对宝月茜不利的证据不断要挟宝月巴的事实。成步堂最终证明两起案件的真凶都是严徒海慈。案件结束后，宝月巴离开检察院，宝月茜出国深造。

## 系统

成步堂龙一提出异议時的遊戲畫面

在游戏中玩家将扮演辩护律师成步堂龙一。游戏分为两个部分：调查和庭审。在庭审部分，玩家必须完成序審法庭要求辩护律师要做的各种任务，包括尋问证人、提出证据、或对证词中的矛盾或是检控方的证据提出异议。玩家有5个代表生命值的感叹号，当犯了很严重的错误时，裁判长将会扣除感叹号以示惩罚。在游戏的第一章中玩家不会离开法庭，但在其后的章节中，如果提出了审判必须推迟的理据，则裁判长会宣布休庭，以便律师进行调查。在这段时间中，玩家将以第一视角控制成步堂龙一并进行相关调查。调查环节有四个选项——对话，玩家可以和在场的人对话；指证，给在场的人出示证据；调查，可以让玩家搜索该区域；移动，可以让玩家离开该地区。在加入新章节的任天堂DS版本中，调查部分通过DS的新功能而引入了新游戏机制。

## 移植
本作的Windows移植版本於日本發佈，並直接使用了Game Boy Advance版本的遊戲畫面。之後，一德國軟體評分網站揭露本作會推出Wii或WiiWare版本。於2010年11月，《Fami通》證實此傳聞是真確的。之後，逆转裁判系列首三個遊戲均透過WiiWare發佈。
本作亦被移植至iOS上。iOS版遊戲包含了DS版本上的五個案件，並於2010年5月24日在App Store上發佈。卡普空隨後宣佈他們會製作一個iOS移植版遊戲，本作包含了系列的首三個遊戲，並已改良了遊戲畫質。iOS版遊戲更允許玩家自行決定使用雙屏幕模式（類似DS版本）或單屏幕模式遊玩。本作於2012年2月7日在日本發佈。卡普空亦計劃推出Android移植版遊戲。

## 評價
| 汇总媒体   | 得分                               |
| ---------- | ---------------------------------- |
| Metacritic | DS：81/100 iOS：80/100 Wii：67/100 |

| 媒体           | 得分                 |
| -------------- | -------------------- |
| Eurogamer      | Wii：8/10            |
| GameSpot       | DS：8.8/10           |
| IGN            | DS：7.8/10 Wii：6/10 |
| Nintendo Life  | DS：8/10 Wii：5/10   |
| 任天堂世界报道 | DS：9/10             |
| Fami通         | GBA：32/40           |

本作普遍獲得正面的評價。《Fami通》給予本作32/40分。Metacritic得出本作的分數為81/100分，而GameRankings則得出本作的評分為83%。IGN的克雷格·哈里斯指出本作的劇情過度線性，但仍然稱讚劇情有趣和寫得很好。儘管本作的法庭制度是依據日本法庭訴訟而創，但1UP.com的謝恩·貝滕豪森仍然認為本作的本地化工作做得很出色。GameSpot的卡麗·古斯科斯指出本作以其有趣的故事和人物振興了冒險遊戲，並指出本作「提供了一個獨特的方式去和證據互動」。她亦認為本作非常獨特和出色，但就批評遊戲過於線性，即玩家的所有決定均會導致相同的結局。《Game Informer》 將本作列為200個史上最頂級電子遊戲的第178名。《Destructoid》 將本作列為年代最佳遊戲的第48名，並指出本作擁有「令人難忘的角色和奇怪且令人上癮的冒險法庭遊戲模式」。

## 銷售
本作的銷售額甚高。截至2009年2月23日，本作的Game Boy Advance版在日本共售出了58,877套遊戲，而預算價位版本更售出了129,630套遊戲。任天堂DS版本售出了128,842套遊戲，而預算價位版本則售出了148,552套遊戲。本作總計售出了254,681套遊戲，其中141,681套遊戲是於2006至2007年期間售出，而130,020套遊戲則是於2007年過後售出。
本作在北美發佈後便很快售罄。為了應付龐大的需求，卡普空只好於2006年3月製作更多套遊戲。這些新製作的遊戲於2006年6月發售，便於一個星期內已全部售罄。截至2007年2月，卡普空已經額外製作了100,000套遊戲。

## 衍生作品
继《逆转裁判》发售后，逆转裁判系列又製作了许多续作与衍生作品。两部直接续作《逆转裁判2》和《逆转裁判3》和首作一样使用了相同的角色和游戏系统，并且也都被重置到了DS平台且新加入了内容。在《逆轉裁判4》中，王泥喜法介成为了逆转裁判的新主角。在《逆转裁判5》中，成步堂龙一再次成为游戏主角。在已发布两作的衍生系列逆转检事中，主角为御劍怜侍和糸鋸圭介。
於2012年，東寶發佈了一套本作的改编电影。該電影與本作同名，是由三池崇史導演拍攝。